# Amblyseius pinicolus
Amblyseius pinicolus är en spindeldjursart som beskrevs av Wolfgang Karg 1991. Amblyseius pinicolus ingår i släktet Amblyseius och familjen Phytoseiidae. Inga underarter finns listade i Catalogue of Life.